# Lee Kwan-woo
Lee Kwan-woo ((이관우?, 李官雨?); Seul, 25 febbraio 1978) è un ex calciatore sudcoreano, di ruolo centrocampista.

## Palmarès

### Club

#### Competizioni nazionali
- K League 1: 1

Suwon Bluewings: 2008
- Coppa della Corea del Sud: 3

Daejeon Citizen: 2001
Suwon Bluewings: 2009, 2010
- Korean League Cup: 1

Suwon Bluewings: 2008